# Caribbean Flavors and Fragrances
Die Caribbean Flavors and Fragrances mit Sitz in Port-au-Prince, Haiti, ist der weltweit größte Hersteller von Vetiver-Öl.
Das Familienunternehmen beschäftigt 50 Mitarbeiter direkt. Hinzu kommen Beschäftigungseffekte für rund 30.000 Bauern, die das Vetiver ernten. Das ausschließlich im Business-to-Business-Geschäft tätige Unternehmen hat vor allem Geschäftsbeziehungen zu Aromen- und Duftstoffherstellern wie den Schweizer Unternehmen Givaudan und Firmenich oder International Flavors and Fragrances in den USA. Caribbean Flavors and Fragrances erwirtschaftete 2012 einen Umsatz von 4 Millionen US-Dollar.
Die Geschäftsform Limited nahm das Unternehmen am 1. Oktober 2001 an. Das Unternehmen war zuvor im Besitz von Bush Boake Allen (Jamaika), das von  International Flavours and Fragrances Limited fast vollständig aufgekauft wurde. Den Restbestand übernahm Anand James und trug es unter seinem heutigen Namen ein. Außer Vetiver-Öl stellt das Unternehmen noch Aromen für die Lebensmittel-, Getränke-, Backwaren-, Süßwaren- und Pharmaindustrie her. Die Produktpalette wird durch wasserlösliche Lebensmittelfarben ergänzt.
Weitere Produkte sind Sandelholzöl, Düfte für Haushaltsreiniger, Körperpflegemittel, Aroma-Therapie und für die Lufterfrischerindustrie.